# Luís da Silva Mouzinho de Albuquerque
Luís da Silva Mouzinho de Albuquerque CvHDM • ComTE • GCA • GCNSC (Lisboa, São Vicente de Fora, 16 de Junho de 1792 – Torres Vedras, 27 de Dezembro de 1846) foi um militar, engenheiro, poeta, cientista e político português que se distinguiu nas lutas liberais e nos conflitos que marcaram a sociedade portuguesa na primeira metade do século XIX.
Foi ministro do Reino, então o equivalente a primeiro-ministro, durante a Regência liberal e por diversas vezes ministro e deputado durante a monarquia constitucional. Entre outras funções, exerceu os cargos de provedor da Casa da Moeda, capitão-general e governador da Madeira e inspector-geral das Obras Públicas. Foi avô de Joaquim Augusto Mouzinho de Albuquerque, militar e administrador colonial. Foi membro da Academia das Ciências de Lisboa.

## Biografia
Luís da Silva Mouzinho de Albuquerque era filho de João Pedro Mouzinho de Albuquerque (1736-1802), desembargador do Paço, e de Luísa da Silva Gutiérrez de Ataíde, ambos oriundos de famílias nobres. O pai era fidalgo-cavaleiro da Casa Real e possuidor de dois vínculos em Chelas. A mãe era filha de Luís da Silva de Ataíde, guarda-mor do Pinhal de Leiria e senhor da Casa do Terreiro naquela cidade, e de sua mulher Isabel Gutiérrez de Tordoya Maraver y Silva.

### Os anos formativos e o casamento
Até aos sete anos estudou com um mestre francês. Destinado pelo pai a uma carreira eclesiástica, após a família se ter fixado em Leiria iniciou estudos preparatórios com esse fito, frequentando as aulas de Latim criadas naquela cidade pelo bispo D. Manuel de Aguiar e ingressou na Ordem de São João de Jerusalém. Porém, cedo reconheceu que não tinha vocação para a vida sacerdotal, pelo que após a morte do pai (1802) se desligou do instituto em que seus pais o tinham feito entrar.
Mostrava um talento extraordinariamente precoce, era muito estudioso, e tinha grande gosto pela poesia, desenho e ciências físicas. Ainda criança, compunha idílios e outras poesias e traduziu em verso a tragédia Andrómaca, de Jean Racine. Mostrando interesse pelas ciências naturais, entretinha-se também a fazer colecções entomológicas, mineralógicas e químicas.
Resolvendo antes optar por uma carreira militar, Luís Mouzinho de Albuquerque quis ser oficial de marinha, mas, encontrando muitos obstáculos, desistiu e foi assentar praça como cadete na Brigada Real. Apesar disso, em 1809 começou a frequentar a Academia Real de Marinha, onde estudou Matemática, sendo premiado em todos os anos. Já como oficial engenheiro praticou também no Observatório Real de Lisboa, do qual foi porcionista em 1813 e 1814.
Apaixonou-se por uma sua prima-irmã, Ana Mascarenhas de Ataíde (Leiria, Sé – Lisboa, 28 de Setembro de 1887), senhora da Quinta da Várzea, no concelho da Batalha, filha de uma irmã de sua mãe e do desembargador José Diogo de Mascarenhas Neto, correio-mor e vereador do Senado de Lisboa, mas vendo que não possuía fortuna que lhe permitissem casar convenientemente, resolveu abandonar os estudos e dedicar-se à agricultura, sendo para tal auxiliado por uns seus parentes, de apelido Tudela do Castilho, que residiam no Fundão.
Em 1814 foi estabelecer-se em Santarém e depois naquela localidade, voltando a Lisboa em 1816 para realizar o casamento com sua prima em Santarém, São Brás da Romeira, tornando para o Fundão onde o casal residiu até 1820, entregue aos cuidados da agricultura.
Por este tempo já tinha escrito vários poemas, uma tragédia e a sua melhor obra literária, as Geórgicas portuguesas. Também colaborava no Jornal de Coimbra e nos Annaes das sciencias, letras e artes, um jornal português fundado e editado por seu sogro, que se publicava em Paris.

### Os estudos em Paris e a provedoria da Casa da Moeda
A pedido do sogro, acompanhou-o em 1820 para Paris, onde estava exilado, ocupando-se na redacção do referido jornal. Ali publicou entre 1821 e 1823 muitos artigos da sua autoria, principalmente sobre a agricultura portuguesa e assuntos relativos à indústria.
Foi por esta altura que publicou em Paris uma interessante obra sobre política educativa, intitulada Ideias sobre o estabelecimento da instrução pública, na qual contemplava a criação de uma rede paroquial de escolas primárias para os dois sexos e uma rede concelhia de escolas secundárias, plano que apenas se concretizaria mais de um século depois.
Permaneceu em Paris durante três anos, frequentando os cursos públicos e os laboratórios universitários de química e física, tendo sido aluno de Louis Nicolas Vauquelin (1763-1829) e trabalhado nos laboratórios do Jardim Botânico de Paris. Apresentou então ao Instituto de França um trabalho tendente a simplificar o estudo da análise química, e que se pôde considerar como uma tábua sinóptica de reacções. Este trabalho provocou um relatório especial, elaborado por dois dos mais distintos cientistas da época: Jean-Antoine Chaptal e Joseph-Louis Gay-Lussac. Em 1822 Mouzinho fez uma viagem de instrução à Suíça, regressando a Portugal pouco depois. Em 1823 foi eleito sócio correspondente da Academia Real das Ciências de Lisboa
Tendo-se dado a revolta conhecida pela Vilafrancada, em 1823 estava de novo no poder o partido absolutista. O seu sogro apresentou-o a Pedro de Sousa Holstein, então o 1.º marquês de Palmela e ministro, o qual o nomeou provedor da Casa da Moeda, lugar a que incluía obrigação de reger, no laboratório daquele estabelecimento, uma cadeira de física e de química criada por decreto de 1801.
Em cumprimento dessa obrigação, escreveu e publicou em 1824 um Curso elementar de physica e de chimica, destinado aos estudantes que frequentavam aquela cadeira, a primeira obra completa desse género que apareceu em Portugal. Nesse mesmo ano foi eleito sócio efectivo da Academia Real das Ciências de Lisboa.
Pouco depois foi nomeado membro da Comissão dos Pesos e Medidas e em 1825 foi encarregado pelo governo de ir aos Açores estudar e analisar as águas minerais da ilha de São Miguel. Dessa visita resultou uma interessante memória, publicada em Lisboa no ano seguinte, a qual constitui o primeiro trabalho de carácter científico publicado em português sobre a hidrogeologia açoriana.

### O exílio em França, Brasil e Açores e a participação nas lutas liberais
Tendo aderido à causa liberal e jurado em 1826 fidelidade à Carta, mais tarde partiu para França, e, estando ainda ali quando em 1828 o infante D. Miguel assumiu o governo, deixou-se ficar como emigrado liberal e assim que lhe foi possível seguiu para o Brasil, onde em conjunto com Joaquim António de Aguiar, o conde de Óbidos e o conde de Sabugal, foi solicitar a D. Pedro que apoiasse a causa de sua filha D. Maria da Glória e da Carta.
Destacou-se em 1828 nas funções de secretário de António José de Sousa Manoel de Menezes Severim de Noronha, então conde de Vila Flor e futuro duque da Terceira, com o qual estabeleceu uma relação de lealdade política que perduraria até à sua morte. Esta relação explica o percurso político posterior de Luís Mouzinho de Albuquerque.
Do Brasil partiu em 1829 para a ilha Terceira, onde se foi reunir aos chefes da resistência liberal, sendo logo no ano seguinte (1830) escolhido para Secretário de Estado de todas as repartições da Regência de Angra. Foi nessa condição que assinou a célebre Proclamação aos Portugueses datada de 20 de Março de 1830.
Prestou então os mais assinalados serviços à causa da liberdade, entre os quais o de membro da comissão que, em nome da Regência, se deslocou a Londres no ano de 1831 para obter o empréstimo que permitiria a sobrevivência liberal nos Açores.
Após o seu regresso à Terceira pediu a exoneração de todos os cargos políticos para poder participar, como oficial de estado-maior e ajudante-de-campo do conde de Vila Flor, nas expedições de conquista da ilha de São Jorge e da ilha do Faial. Nessa condição participou no recontro da Ladeira do Gato.
Tendo exercido durante a luta os mais elevados cargos, até o de ministro, não quis nunca receber mais que a importância correspondente à sua patente de oficial subalterno.
Chegando D. Pedro IV à Terceira, e assumindo o poder que até então estava confiado à denominada Regência de Angra, foi Luís Mouzinho de Albuquerque nomeado capitão-general e governador da Madeira, que estava então em poder dos miguelistas.

### A expedição à Madeira
Mouzinho de Albuquerque foi nomeado por D. Pedro IV, então instalado na Terceira, para o cargo de capitão-general da Madeira, apesar da ilha estar ainda na posse das forças afectas ao governo de D. Miguel.
Para tomar posse do seu cargo, Luís Mouzinho de Albuquerque partiu da Terceira, a bordo da fragata D. Maria II, integrado numa expedição destinada a promover a rendição do Funchal. Na expedição, comandada pelo almirante George Rose Sartorius, para além de Mouzinho de Albuquerque, seguiam o deão da Sé do Funchal, Januário Vicente Camacho, e outros constitucionais. Contudo, não tendo forças suficientes para intentar um desembarque, porque se não julgava que a Madeira estivesse tão bem fortificada, nem os seus defensores tão motivados, Sartorius foi obrigado a retirar.
Como a ilha do Porto Santo fora ocupada a 4 de Abril de 1832 por uma força constitucional constituída por 60 praças de artilharia, chegada da ilha Terceira no brigue de guerra Conde de Vila Flor e na escuna de guerra Terceira, Mouzinho divergiu para aquela ilha, onde desembarcou a 7 de Abril, e decidiu esperar ocasião propícia para eventualmente se apoderar da ilha da Madeira.
Instalado na ilha do Porto Santo, assim permaneceu com a sua gente, numa posição singular, sem poder tentar coisa alguma contra a Madeira, mas também sem ter de repelir o mínimo ataque. Passado algum tempo, um navio de guerra, vindo da Terceira, livrou-o daquele angustioso embaraço e permitiu a Luís Mouzinho de Albuquerque e às suas forças regressar aos Açores em tempo de integrar a expedição que aí se preparava para a conquista do poder em Lisboa. Aproveitou os seus ócios escrevendo o poema Ruy, o Escudeiro, que publicou anos depois.
A ocupação durou até 5 de Maio de 1832, data em que a referida força e as demais pessoas que haviam desembarcado na ilha partiram com destino aos Açores. Além da força de 60 praças inicialmente desembarcada, juntaram-se-lhe 104 voluntários que haviam fugido da ilha da Madeira para se alistarem no exército constitucional.
Enquanto a expedição se conservou no Porto Santo, foram aprisionados alguns navios, cuja carga serviu para o abastecimento dos habitantes, que padeciam já alguma fome, tanto porque a produção da ilha no ano anterior havia sido escassa, como pela impossibilidade de virem mantimentos da Madeira, por causa do bloqueio. Reinou o maior sossego no Porto Santo enquanto durou a ocupação, em virtude da disciplina das tropas e da vigilância exercida por Mousinho de Albuquerque e oficiais sob as suas ordens.

### Os anos finais da guerra civil
Depois da malograda aventura madeirense, chegou aos Açores ainda a tempo participar no desembarque do Mindelo e de participar no cerco do Porto, onde prestou os maiores serviços como militar e estadista.
A 29 de Julho de 1832 entrava no ministério em substituição de Pedro de Sousa Holstein, então marquês de Palmela, indo ocupar interinamente a pasta ministro e secretário de estado dos Negócios do Reino, situação que se manteve até 25 de Setembro daquele ano de 1832, data que Pedro de Sousa Holstein reassumiu o cargo.
Durante a Regência de D. Pedro IV no Porto, foi empossado novamente Ministro do Reino, desta vez titular, a 10 de Novembro de 1832. Contudo, a instabilidade política, resultante da guerra e dos conflitos no seio da liderança liberal, fazia com que os ministérios pouco durassem, e Luís Mouzinho de Albuquerque foi uma escassa semana depois, a 18 de Novembro desse mesmo ano, substituído por Bernardo de Sá Nogueira de Figueiredo, o futuro 1.º marquês de Sá da Bandeira. Apesar disso, continuou sendo da maior confiança do imperador, colaborando com o seu governo.
Sendo apoiante de António José de Sousa Manuel de Menezes Severim de Noronha, o futuro 1.º Duque da Terceira, a quem consagrava o mais profundo afecto e consideração, foi ele quem aconselhou primeiro a expedição ao Algarve e o acompanhou nela, integrado no seu estado-maior, nessa posição permanecendo até ao fim da guerra civil.

### A Prefeitura da Madeira
Em 1834, após a celebração da Convenção de Évora-Monte, Mouzinho de Albuquerque voltou à Madeira para assumir o cargo para que tinha sido nomeado dois anos antes, agora já não como capitão-general, cargo que o liberalismo havia extinto, mas como prefeito da recém-criada Prefeitura do Funchal.
Para tal, foi nomeado prefeito por decreto de 30 de Junho de 1834, tendo tomado posse a 6 de Agosto do mesmo ano. Foi curta a sua administração, pois deixou o governo da Madeira a 30 de Setembro de 1835, tendo saído para Lisboa a 11 de Novembro do referido ano com a promessa de ir assumir o governo da Índia Portuguesa, o que não aconteceria por ter entretanto sido nomeado ministro do Reino do governo presidido por José Jorge Loureiro.
Da sua administração na Madeira, exercida com grande imparcialidade e justiça, resultaram diversos melhoramentos, nomeadamente na educação, com a criação de escolas, na assistência social e na construção de estradas. Deve-se-lhe a primeira tentativa de construção de uma ponte pênsil sobre o Ribeiro Seco, nos arredores do Funchal, e a estrada que, entestando nela, conduz a Câmara de Lobos. Aquela ponte e estrada foram conhecidas pelos nomes de Ponte Monumental e Estrada Monumental, porque o primitivo projecto da sua construção obedeceu ao pensamento de as considerar como um monumento erguido à memória de D. Pedro IV. Deveriam ter o seu nome e destinavam-se a comemorar a sua acção como rei libertador. A obra ficou apenas iniciada, tendo demorado muitas décadas a completar.
Em consequência desta sua experiência na Madeira resultaram os estudos que publicaria em 1837 sobre a geologia do arquipélago (Observações para servirem para a história geológica das ilhas da Madeira, Porto Santo e Desertas), bem como um interessante texto sobre a forma de governação daquele arquipélago, talvez um dos primeiros a tratar as questões da autonomia madeirense do ponto de vista de alguém exterior ao arquipélago.
As ligações políticas estabelecidas no arquipélago permitiram que fosse eleito deputado por aquelas ilhas na eleição que decorreu a 12 de Agosto de 1838 (3.ª legislatura).

### O período inicial da monarquia constitucional
Gorada a nomeação para a Índia, foi empossado na pasta do Reino durante o governo de José Jorge Loureiro, tendo exercido o cargo de 25 de Novembro de 1835 a 20 de Abril de 1836. Caindo o ministério nesta última data, Mouzinho, aparentemente desgostado com a política, afastou-se da política activa e foi residir para Paris, onde adquiriu uma pequena propriedade. Daí regressou a Portugal, vivendo por algum tempo entregue às suas ocupações agrícolas e aos cuidados da família.
Prestara juramento nas Cortes, como deputado eleito pela Estremadura, na última sessão legislativa da legislatura a 5 de Janeiro de 1836. Nesse mesmo ano de 1836 governo encarregara-o, como oficial de engenheiros, da divisão central das obras públicas do Reino. Contudo, pouco pôde fazer porque não havia dinheiro para melhoramentos públicos e logo de seguida rebentou a Revolução de Setembro.
Aquando da reacção de 1837 contra o setembrismo, Luís Mouzinho de Albuquerque, fiel à sua ligação com o 1.º duque da Terceira, tomou o partido dos sublevados durante a chamada Revolta dos Marechais. Em consequência, esteve no combate do Chão da Feira entre os vencidos, vendo ali cair ferido um dos seus filhos. Esmagada a revolta, foi forçado a acompanhar as tropas dos marechais e, com os outros oficiais implicados, teve de emigrar para Espanha depois da derrota definitiva dos golpistas na acção de Ruivães, ocorrida a 18 de Setembro daquele ano.
Apesar da Convenção de Chaves, instalado em Paris, em Dezembro de 1837 subscreveu, com os duques Palmela, Saldanha e Terceira, uma carta aberta ao Congresso português defendendo a Carta Constitucional.
Assinada a paz e estabelecida a Constituição portuguesa de 1838, Luís Mouzinho de Albuquerque jurou-a em Agosto de 1839 e poucos dias depois foi novamente nomeado como oficial engenheiro para inspector das obras públicas na Divisão do Centro. Em Março de 1840 foi nomeado inspector-geral do Serviço de Obras Públicas do Reino e encarregado de fazer a reforma dos respectivos serviços. Desempenhou o cargo até 1843, apesar de ter sido novamente convidado, em Junho 1840, para o governo da Índia Portuguesa, que declinou.
Nesse período, durante o qual acumulou por diversas vezes as funções de inspector-geral com outras de carácter político, realizou um trabalho muito profícuo, publicando um guia técnico sobre a construção de pontes de alvenaria, dirigido aos engenheiros da época e oferecido para publicação à Academia Real das Ciências. Apresentou ainda diversos relatórios e planos sobre as obras a cargo do Serviço, nomeadamente na barra do Porto, no canal da Azambuja e no restauro do Mosteiro da Batalha, sobre o qual seria publicado postumamente um interessante trabalho técnico por ele realizado.
Entrando de novo na política activa, foi eleito deputado em várias legislaturas e quando Costa Cabral promulgou no Porto a restauração da Carta foi novamente nomeado Ministro do Reino e interino da Justiça no ministério do duque da Terceira, permanecendo no cargo de 9 a 20 de Fevereiro de 1842.
Luís Mouzinho de Albuquerque, apesar de cartista, opôs-se às forças mais reaccionárias que então se manifestavam, defendendo que a restauração da Carta deveria ser feita pelos meios legítimos e regulares, advogando a convocação de Cortes constituintes que desfizessem a obra do Congresso Constituinte de 1838. Os restauradores não desejavam isso, e Mouzinho, depois de ter sido insultado pelos cabralistas, pediu a demissão a 24 de Fevereiro, 15 dias depois de governo ter iniciado funções, sendo substituído por Costa Cabral. A partir desse dia foi sentar-se na Câmara nos bancos da oposição.
Um ano depois era demitido do lugar de inspector-geral das obras públicas. A sua vida parlamentar de 1842 a 1844 foi brilhante. Aceitou então a direcção das obras da barra do Porto, que uma companhia empreendera; fez apenas o plano, porque a empresa malogrou-se. Depois tomou a direcção das obras do canal da Azambuja, e tendo perdido o assento no Parlamento nas eleições de 1845, ausentou-se para uma sua quinta em Leiria, entregando-se aos cuidados domésticos.

### O regresso ao governo e a morte na Patuleia
Quando em Abril e Maio de 1846 rebentou no Minho a chamada Revolução da Maria da Fonte e a rainha D. Maria II se viu obrigada a demitir o ministério dominado por Costa Cabral, escolheu o duque de Palmela para formar novo governo. Apesar de no início de Maio ter sido nomeado governador civil do Distrito de Leiria, lugar que não chegaria a exercer, nesse governo, Mouzinho foi encarregue da pasta de ministro da Marinha, mas permaneceu nesse cargo apenas de 23 a 26 de Maio de 1846, pois nesta última data foi transferido para a pasta do Reino, posto em que se manteve até à queda do governo.
Com o golpe palaciano da Emboscada, ocorrido a 6 de Outubro daquele ano, o governo foi sumariamente demitido o que provocou a revolta generalizada dos adversários do cabralismo e levou à constituição da Junta do Porto. Mouzinho achou-se nas fileiras dos insurgentes, apoiando o setembrismo. Desencadeada a guerra civil, foi participante activo na Patuleia, aliado de Sá da Bandeira e do conde do Lavradio.
Tinha então o posto de coronel e acompanhou a divisão comandada pelo general José Lúcio Travassos Valdez, o 1.º conde de Bonfim, quando esta ocupou Torres Vedras. Promovido então a Brigadeiro graduado do Real Corpo de Engenheiros, foi encarregado do comando do velho castelo da vila, participando activamente na sua defesa. Durante a batalha de Torres Vedras, travada entre 22 e 23 de Dezembro, ficou gravemente ferido, vindo a falecer 4 dias depois, a 27 de Dezembro de 1846. Encontra-se sepultado na Igreja de S. Pedro de Torres Vedras. A sua viúva foi distinguida com a promessa do título de Viscondessa de Albuquerque (segundo uma carta do conde das Antas, escrita em 1847).
Luís da Silva Mouzinho de Albuquerque foi moço fidalgo da Casa Real (Alvará de 5 de Fevereiro de 1803), do Conselho de Sua Majestade Fidelíssima, ministro de Estado honorário, Cavaleiro de Honra e Devoção da Ordem Soberana e Militar de Malta, Grã-Cruz da Ordem de Nossa Senhora da Conceição de Vila Viçosa, Grã-Cruz da Ordem Militar de Avis e Comendador da Ordem Militar da Torre e Espada, do Valor, Lealdade e Mérito. Era sócio de diferentes associações científicas nacionais e estrangeiras, incluindo a Academia Real das Ciências de Lisboa e o prestigioso Institut de France.

### Descendência
Do seu casamento com Ana Mascarenhas de Ataíde nasceram cinco filhos: 
- Fernando Luís Mouzinho de Albuquerque, que foi deputado e teve papel relevante na vida política e militar portuguesa
- Isabel Gabriela Mouzinho de Albuquerque (Santarém, 1820 – Lisboa, Lapa, 15 de Fevereiro de 1900, solteira e sem geração
- José Diogo Mascarenhas Mouzinho de Albuquerque, militar que participou com o pai na Patuleia e cujo filho, Joaquim Augusto Mouzinho de Albuquerque, seria um dos heróis coloniais portugueses, responsável pela captura de Gungunhana
- Maria Luísa Joana Mouzinho de Albuquerque (Lisboa, São Paulo, 27 de Janeiro de 1828 – Lagoa, Estômbar, 14 de Agosto de 1907), casada a 17 de Agosto de 1854 com seu primo-irmão o Dr. João José Antunes Mascarenhas Gaivão
- Luísa Henriqueta Isabel Longuinha Mouzinho de Albuquerque (Angra do Heroísmo, Sé, 15 de Março de 1832 – 1912), casada na Batalha, Batalha, no Mosteiro da Batalha, a 18 de Novembro de 1852 com Augusto Eduardo Guilherme Heitor Aquiles d' Orey

## Obra publicada
Luís da Silva Mouzinho de Albuquerque é autor das seguintes obras: 
- Idéas sobre o estabelecimento da instrucção publica, dedicadas á nação portugueza, e offerecidas a seus representantes, Paris, 1823;
- Curso elementar de Physica e de Chimica, Lisboa, 1824;
- Observações sobre a Ilha de S. Miguel recolhidas pela commissão enviada a mesma ilha em Agosto de 1825, e regressada em Outubro de mesmo anno, por Luiz da Silva Mousinho de Albuquerque e seu ajudante Ignacio Pitta de Castro Menezes, Lisboa, Impressão Régia, 1826 (reeditado em versão fac-simile pela Câmara Municipal da Povoação, Açores, 1989);
- Observações para servirem à história geológica das ilhas da Madeira, Porto Santo e Desertas, com a descripção geognostica das mesmas ilhas, no tomo XII, parte I, das Memórias da Academia Real das Ciências de Lisboa;
- Breve exposição do esforço tentado em favor da Carta Constitucional em Portugal, nos mezes de julho a outubro de 1837, editado em Pontevedra e depois em Lisboa, 1837;
- Relatorio do Ministro e Secretario d'Estado dos Negocios do Reino, apresentado às Côrtes em 1836, Lisboa, 1836;
- Relatorio das obras publicas do reino, pelo Inspector geral, Lisboa, 1840;
- Relatorio geral sobre as obras publicas do reino, pelo Inspector, etc., apresentado em 8 de julho de 1840, Lisboa, 1840;
- Relatorio da Inspecção ás obras e communicacções internas nos districtos do reino ao norte do Tejo, executada em Outubro e Novembro de 1842 pelo Inspector, Lisboa, 1843;
- Guia do engenheiro na construcção das pontes de pedra, Lisboa, 1840;
- Memória inédita acerca do edifício monumental da Batalha, Leiria, 1854;
- Georgicas portuguezas, dedicadas a sua mulher D. Anna Mascarenhas de Ataíde, Paris, 1820;
- Ruy, o escudeiro, conto, Lisboa, 1844(eBook);
- A Gloria das conquistas, poemeto publicado no Jornal de Coimbra, vol. XIV;
- O Dia, poema, 1813, com 2.ª edição, Lisboa, 1825.